# 毛哈万纳
毛哈万纳，柬埔寨政治家，柬埔寨民航国务秘书处大臣兼柬埔寨国家航空公司董事会主席。曾于2014年1月2日在中国北京钓鱼台国宾馆代表柬埔寨签署了《中华人民共和国政府和柬埔寨王国政府航空运输协定》以取代1963年签订的两国政府航空运输协定。